# Ярославська сільська рада (Шполянський район)
Яросла́вська сільська́ ра́да — адміністративно-територіальна одиниця та орган місцевого самоврядування у Шполянському районі Черкаської області. Адміністративний центр — село Ярославка.

## Загальні відомості
- Населення ради: 548 осіб (станом на 2001 рік)

## Населені пункти
Сільській раді підпорядковані населені пункти:
- с. Ярославка
- с. Нова Ярославка

## Склад ради
Рада складається з 12 депутатів та голови.
- Голова ради: Еленгаупт Любов Іванівна
- Секретар ради: Грама Світлана Петрівна

### Керівний склад попередніх скликань
| Прізвище, ім'я, по батькові | Основні відомості                                                                       | Дата обрання | Дата звільнення |
| --------------------------- | --------------------------------------------------------------------------------------- | ------------ | --------------- |
| Еленгаупт Любов Іванівна    | Сільський голова, 1965 року народження, освіта середня спеціальна, позапартійна         | 26.03.2006   | 31.10.2010      |
| Еленгаупт Любов Іванівна    | Сільський голова, 1965 року народження, освіта середня спеціальна, член Партії регіонів | 31.10.2010   |                 |

Примітка: таблиця складена за даними сайту Верховної Ради України

### Депутати
За результатами місцевих виборів 2010 року депутатами ради стали:

#### За суб'єктами висування
| Суб'єкт висування | Кількість обраних депутатів | %    |
| ----------------- | --------------------------- | ---- |
| Партія регіонів   | 11                          | 91,7 |
| Самовисування     | 1                           | 8,3  |

#### За округами
| № округу        | Прізвище, ім'я, по батькові       | Дата визнання обраним | Освіта             | Партійна приналежність | Відомості про обраного депутата                                  |
| --------------- | --------------------------------- | --------------------- | ------------------ | ---------------------- | ---------------------------------------------------------------- |
| Партія регіонів |                                   |                       |                    |                        |                                                                  |
| 1               | Трощенко Микола Миколайович       | 04.11.2010            | середня            | позапартійний          | СТОВ «Лан», водій                                                |
| 2               | Грама Світлана Петрівна           | 04.11.2010            | середня спеціальна | позапартійна           | Ярославська сільська рада, секретар                              |
| 3               | Гладнєва Інна Василівна           | 04.11.2010            | середня            | позапартійна           | приватний підприємець                                            |
| 4               | Бойко Ніна Григорівна             | 04.11.2010            | середня спеціальна | позапартійна           | СТОВ «Лан», головний економіст                                   |
| 5               | Панченко Василь Васильович        | 04.11.2010            | середня            | позапартійний          | Ярославський НВК, кочегар                                        |
| 6               | Красіліч Володимир Миколайович    | 04.11.2010            | середня спеціальна | позапартійний          | СПОП «Глиняна», директор                                         |
| 7               | Литвин Олександр Іванович         | 04.11.2010            | вища               | позапартійний          | Ярославський НВК, директор                                       |
| 8               | Марцевич Сергій Іванович          | 04.11.2010            | середня спеціальна | позапартійний          | приватний підприємець                                            |
| 9               | Чумак Ірина Іванівна              | 04.11.2010            | середня            | позапартійна           | СТОВ «Лан», доярка                                               |
| 10              | Швець Андрій Григорович           | 04.11.2010            | середня            | позапартійний          | СТОВ «Лан», тракторист                                           |
| 12              | Гибаленко Олександр Олександрович | 04.11.2010            | середня            | позапартійний          | СТОВ «Лан», тракторист                                           |
| Самовисування   |                                   |                       |                    |                        |                                                                  |
| 11              | Ляшенко Альона Олександрівна      | 16.02.2014            | вища               | член Партії регіонів   | Ярославський навчально-виховний комплекс ЗОШ І-ІІІ ст., директор |